# Roter Bock
Der Rote Bock ist eine nichtdotierte Ehrung der deutschen Sozialdemokratie. Sie wird seit dem Jahr 2008 jährlich in Gotha an Persönlichkeiten in Mittel- und Osteuropa verliehen, die sich auf herausragende Weise für soziale, demokratische und europäische Themen eingesetzt haben und in ihren Ländern sozialdemokratische Ziele im Sinne des Gothaer Programms von 1875 verwirklichen helfen. Der Preis ist eine Plakette mit dem Bildnis des Sozialdemokraten Wilhelm Bock (1846–1931), der von Gotha aus die deutsche Sozialdemokratie prägte.

## Entstehung des Preises und bisherige Träger
Ideengeber und Stifter dieser Auszeichnung war der Gothaer Oberbürgermeister Knut Kreuch (SPD). Gespräche beim SPD-Parteivorstand führten im Jahr 2007 zu dem Vorhaben, das für die Geschichte der SPD wichtige Gothaer Tivoli als Haus der europäischen Sozialdemokratie zu profilieren. Auf Vorschlag des damaligen SPD-Vorsitzenden wurde der Preis „Der Rote Bock“ 2008 erstmals verliehen. Erster Preisträger war der ehemalige Ministerpräsident der Tschechischen Republik und Vorsitzende der tschechischen Sozialdemokraten (CSSD), Jiří Paroubek. Andres Tarand, der ehemalige Ministerpräsident Estlands, erhielt den Preis im Jahr 2009. Preisträger des Jahres 2010 war der frühere Bundesminister Egon Bahr.